# Leopoldsdorf im Marchfelde
Leopoldsdorf im Marchfelde osztrák mezőváros Alsó-Ausztria Gänserndorfi járásában. 2020 januárjában 2923 lakosa volt. 

## Elhelyezkedése

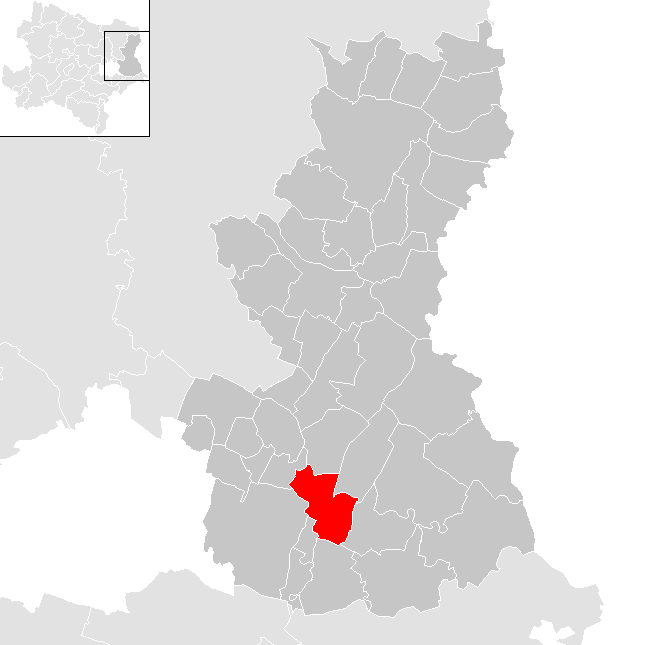
Leopoldsdorf im Marchfelde a Gänserndorfi járásban

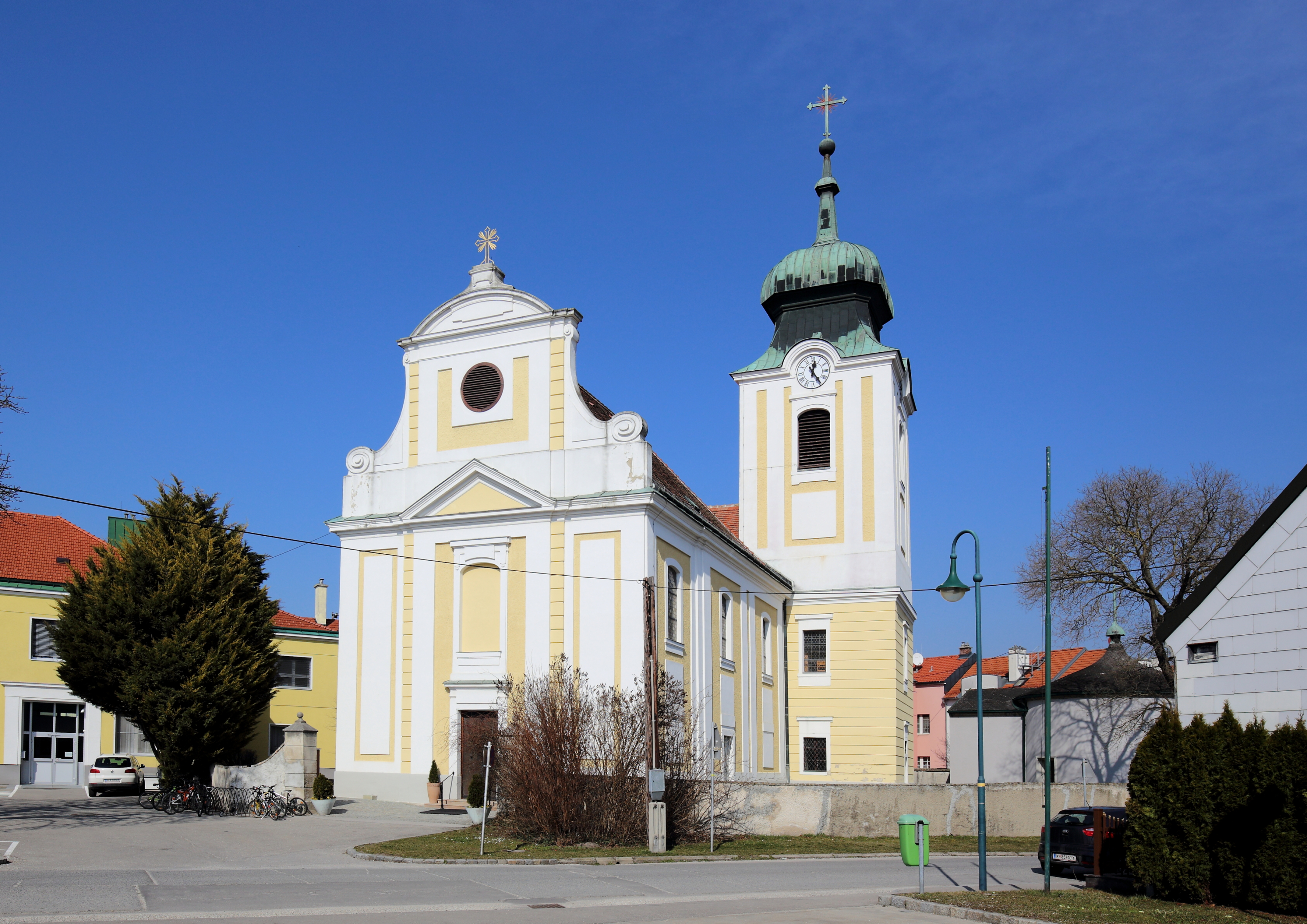
A Szt. Márk-plébániatemplom

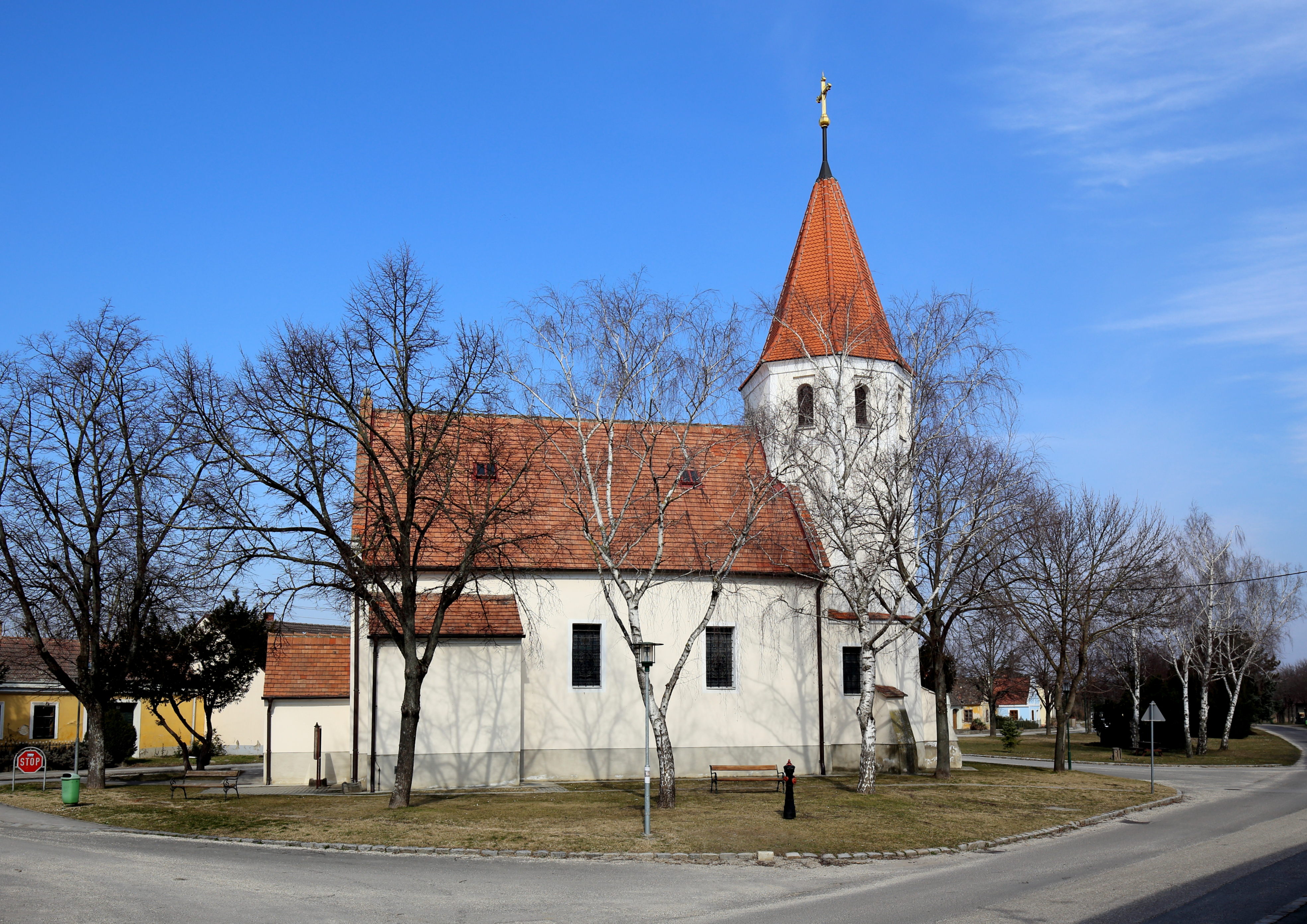
A Szt. Anna-plébániatemplom

Leopoldsdorf im Marchfelde a tartomány Weinviertel régiójában fekszik a Morva-mező középső részén. Legfontosabb folyóvize a Rußbach. Területének 6,2%-a erdő, 82,1% áll mezőgazdasági művelés alatt. Az önkormányzat két települést egyesít: Breitstetten (448 lakos 2020-ban) és Leopoldsdorf im Marchfelde (2475 lakos).
A környező önkormányzatok: északra Obersiebenbrunn, északkeletre Untersiebenbrunn, keletre Haringsee, délre Orth an der Donau, délnyugatra Andlersdorf, nyugatra Groß-Enzersdorf, északnyugatra Glinzendorf. 

## Története
Leopoldsdorfot 1246-ban említi először Tannhäuser, a híres minnesänger, aki Civakodó Frigyes udvarában élt, de a faluban volt a birtoka. Az uradalom birtokosai a későbbiekben gyakran változtak: pl. 1590-ben Hans von Weißpriach, 1592-ben Hans Caspar von Pirken, 1635-től pedig a Weltz bárók voltak a földesurak. Az uradalom központjául szolgáló Auhof udvarház 1645-ben elpusztult. A 18. század elején a kurucok fosztották ki a települést. 1734-ben Leopoldsdorf önálló egyházközséggé vált. 1760-ban akkori tulajdonosa, Bernhard Dismas Kempfen von Angret új kastélyt építtetett a Russbach partján (az épület 1945-ben teljesen elpusztult). A Russbach eredetileg a település közepén folyt át, de az árvízveszély miatt 1867-ben elterelték. A jobbára mezőgazdaságból élő leopoldsdorfiak életét 1902-ben a Leipnik cukorgyár alapítása változtatta meg, amely az első világháború előtt már napi 1360 tonna cukrot állított elő. A gyár messziről is hozatott munkásokat és számukra lakónegyedet építtetett. Az 1930-as években a lepoldsdorfi volt Európa egyik legnagyobb cukorgyára; az Agrana Zucker GmbH ma is a legnagyobb foglalkoztató a településen. 
1971-ben az addig különálló Leopoldsdorf és Breitstetten községek Leopoldsdorf im Marchfelde néven egyesültek, melyet 1987-ben emeltek mezővárosi rangra; ekkor kapta címerét is.

## Lakosság
A Leopoldsdorf im Marchfelde-i önkormányzat területén 2020 januárjában 2923 fő élt. A lakosságszám 1981 óta gyarapodó tendenciát mutat. 2018-ban az ittlakók 87,1%-a volt osztrák állampolgár; a külföldiek közül 1,5% a régi (2004 előtti), 4,9% az új EU-tagállamokból érkezett. 5,4% a volt Jugoszlávia (Szlovénia és Horvátország nélkül) vagy Törökország, 1,1% egyéb országok polgára volt. 2001-ben a lakosok 77,5%-a római katolikusnak, 2% evangélikusnak, 1,2% ortodoxnak, 3,1% mohamedánnak, 13,8% pedig felekezeten kívülinek vallotta magát. Ugyanekkor 8 magyar élt a mezővárosban; a legnagyobb nemzetiségi csoportokat a német (90,2%) mellett a horvátok (2,3%), a szerbek (2,2%) és a törökök (1%) alkották. 
A népesség változása:

| 2016 | 2 750 |
| 2018 | 2 848 |

## Látnivalók
- a Szt. Márk-plébániatemplom
- a breistetteni Szt. Anna-plébániatemplom
- a helytörténeti múzeum
- a gőzgépmúzeum

## Testvértelepülések
- Szered (Szlovákia)

## Fordítás
- Ez a szócikk részben vagy egészben  a   Leopoldsdorf im Marchfelde című német Wikipédia-szócikk ezen változatának fordításán alapul.  Az eredeti cikk szerkesztőit annak laptörténete sorolja fel. Ez a jelzés csupán a megfogalmazás eredetét és a szerzői jogokat jelzi, nem szolgál a cikkben szereplő információk forrásmegjelöléseként.